# Euselasia albomaculiga
Euselasia albomaculiga is een vlindersoort uit de familie van de prachtvlinders (Riodinidae), onderfamilie Euselasiinae.
Euselasia albomaculiga werd in 1999 beschreven door Callaghan.